# World Boxing
World Boxing ist der vorläufig vom Internationalen Olympischen Komitee (IOC) anerkannte Weltverband des olympischen Boxsports mit Sitz in Renens in der Schweiz. In ihm sind (Stand Juli 2025) 118 nationale Boxverbände aus 5 Kontinenten vertreten.

## Geschichte
World Boxing wurde im April 2023 gegründet. Der Verband entstand vor dem Hintergrund des sich zuspitzenden Konfliktes zwischen der International Boxing Association (IBA, früher AIBA) und dem IOC.
Das IOC hatte die IBA 2019 wegen manipulierter Kampfrichterleistungen (vor allem bei den Olympischen Spielen 2016 in Rio de Janeiro), Überschuldung und Verstößen gegen Grundsätze der Good Governance zunächst vorläufig suspendiert und wirksame Reformen als Voraussetzung zur Aufhebung der Suspendierung gefordert. Als Folge der Suspendierung richtete das IOC das Boxturnier im Rahmen der Olympischen Sommerspiele 2021 in Tokyo selbst aus.
Da aus Sicht des IOC wirksame Reformen ausblieben, blieb die vorläufige Suspendierung auch nach den Olympischen Sommerspielen 2021 in Tokyo bestehen. Mit der Wahl des russischen Sportfunktionärs Umar Kremlev zum Präsidenten der IBA im Dezember 2020 verstärkten sich die Spannungen zwischen dem IOC und der IBA. Das IOC entschied, das olympische Boxturnier 2024 in Paris erneut in eigener Zuständigkeit durchzuführen. Am 22. Juni 2023 beschloss eine außerordentliche IOC-Session schließlich die endgültige Suspendierung der IBA. Eine Klage der IBA gegen diese Entscheidung der IOC-Session vor dem Internationalen Sportgerichtshof CAS blieb erfolglos. Die IBA ging daraufhin gegen die CAS-Entscheidung beim Schweizerischen Bundesgericht in Revision, die aber durch das Gericht abgelehnt wurde. Die Suspendierung gilt damit als unanfechtbar.
Nach der vorläufigen Suspendierung der AIBA (heute IBA) 2019 war der Boxsport zunächst nicht mehr durch einen zuständigen und vom IOC anerkannten Spitzensportverband im IOC vertreten, obwohl er noch Teil des Programms der olympischen Sommerspiele geblieben war.
Bei einer wachsenden Zahl von Nationalen Boxverbänden hatte die stetige Verschärfung des Konfliktes zwischen der IBA und dem IOC schon vor der endgültigen Suspendierung der IBA durch das IOC zu der Einschätzung geführt, dass mit der IBA als Weltverband die Zukunft des Boxens als olympische Sportart gefährdet sein würde. Dies führte schließlich im April 2023 zu der Gründung von World Boxing.
In dem neu gegründeten Verband waren die Ämter zunächst interimistisch besetzt worden. Am 25. November 2023 trafen die Mitgliedsverbände dann in Frankfurt am Main zu ihrem Gründungskongress zusammen. Im Rahmen des Kongresses gab sich der Verband eine Satzung und es wurden die vorläufig aufgenommenen Verbände als Mitglieder bestätigt. Voraussetzung der Aufnahme ist, dass der aufzunehmende Nationale Boxverband in seinem Staat vom jeweiligen Nationalen Olympischen Komitee anerkannt ist. Zudem wurde der Niederländer Boris van der Vorst als erster Präsident des neuen Verbandes gewählt. Durch Wahlen wurden außerdem drei Vizepräsidenten und vier Mitglieder des Executive Boards bestimmt.
World Boxing strebte die Anerkennung durch das IOC an, um die Zukunft des Boxens als olympische Sportart zu sichern. IOC-Präsident Thomas Bach benannte als Voraussetzung der Anerkennung eine noch wachsende Zahl an Mitgliedern.
Unmittelbar nachdem der Internationale Sportgerichtshof den Ausschluss der IBA bestätigt hatte, erklärte das IOC Anfang April 2024, dass bis Anfang 2025 ein Weltverband als Ansprechpartner für das IOC erkennbar werden müsse, um die Chance zu wahren, dass Boxen es in das Programm der Olympischen Sommerspiele 2028 in Los Angeles schaffe. World Boxing begrüßte die Entscheidung des Internationalen Sportgerichtshofes und die Stellungnahme des IOC.
Am 26. Februar 2025 erkannte das IOC World Boxing in einer einstimmigen Entscheidung des Executive Boards vorläufig an. Zu diesem Zeitpunkt gehörten World Boxing 78 Mitgliedsverbände aus allen 5 Kontinenten an. Am 17. März 2025 empfahl das Executive-Board der IOC-Session, Boxen wieder in das Programm der Olympischen Sommerspiele aufzunehmen. Am 20. März folgte die 144. IOC-Session dieser Empfehlung und nahm den Boxsport in das Programm der Olympischen Sommerspiele 2028 in Los Angeles auf.

## Wettkampfbetrieb
World Boxing richtete 2024 eine Serie von Turnieren mit der Bezeichnung „World Boxing Cup“ aus. Der Verband plant nach eigenen Angaben darüber hinaus in zweijährigen Abständen die Ausrichtung von Weltmeisterschaften der Altersklassen Erwachsene und U19.
Die erste Weltmeisterschaft der Altersklasse U19 wurde Ende Oktober 2024 in Pueblo (USA) ausgetragen. Vom 4. bis zum 14. September 2025 ist die erste Weltmeisterschaft der Erwachsenen (Männer und Frauen) in Liverpool (England) geplant. 2027 soll dieses Turnier in Astana (Kasachstan) stattfinden.

## Mitgliedsnationen
Ende Juli 2025 gehören 118 Nationalverbände des olympischen Boxens aus nachfolgenden Nationen World Boxing an:

| Europa (36)             | Amerika (28)                 | Ozeanien (8)                       | Asien (33)                   | Afrika (13)                  |
| ----------------------- | ---------------------------- | ---------------------------------- | ---------------------------- | ---------------------------- |
| Andorra                 | Amerikanische Jungferninseln | Australien                         | Bhutan                       | Ägypten                      |
| Belgien                 | Argentinien                  | Fidschi                            | Chinesisch Taipeh            | Algerien                     |
| Dänemark                | Bahamas                      | Französisch-Polynesien             | Indien                       | Gambia                       |
| Deutschland             | Barbados                     | Kiribati                           | Irak                         | Madagaskar                   |
| England                 | Brasilien                    | Neuseeland                         | Iran                         | Malawi                       |
| Estland                 | Cayman Islands               | Samoa                              | Japan                        | Nigeria                      |
| Finnland                | Dominica                     | Tuvalu                             | Jordanien                    | Sudan                        |
| Frankreich              | Dominikanische Republik      | Föderierte Staaten von Mikronesien | Kambodscha                   | Ghana                        |
| Island                  | Ecuador                      |                                    | Kasachstan                   | Sierra Leone                 |
| Italien                 | Honduras                     |                                    | Kirgisistan                  | Mauritius                    |
| Kosovo                  | Grenada                      |                                    | Laos                         | Uganda                       |
| Kroatien                | Guatemala                    |                                    | Malaysia                     | Somalia                      |
| Litauen                 | Jamaika                      |                                    | Mongolei                     | Zentralafrikanische Republik |
| Niederlande             | Kanada                       |                                    | Myanmar                      |                              |
| Norwegen                | Panama                       |                                    | Nepal                        |                              |
| Polen                   | Peru                         |                                    | Pakistan                     |                              |
| Schottland              | Suriname                     |                                    | Palästina                    |                              |
| Schweden                | Vereinigte Staaten           |                                    | Philippinen                  |                              |
| Schweiz                 | Bahamas                      |                                    | Singapur                     |                              |
| Tschechien              | Chile                        |                                    | Südkorea                     |                              |
| Ungarn                  | Kolumbien                    |                                    | Syrien                       |                              |
| Vereinigtes Königreich  | Kuba                         |                                    | Thailand                     |                              |
| Wales                   | Mexiko                       |                                    | Turkmenistan                 |                              |
| Türkei                  | Venezuela                    |                                    | Usbekistan                   |                              |
| Griechenland            | Trinidad und Tobago          |                                    | Volksrepublik China          |                              |
| Slowakei                | Bolivien                     |                                    | Afghanistan                  |                              |
| Montenegro              | El Salvador                  |                                    | Aserbaidschan                |                              |
| Bulgarien               | Haiti                        |                                    | Hongkong                     |                              |
| Albanien                |                              |                                    | Libanon                      |                              |
| Österreich              |                              |                                    | Macau                        |                              |
| Irland                  |                              |                                    | Saudi-Arabien                |                              |
| Spanien                 |                              |                                    | Vereinigte Arabische Emirate |                              |
| Bosnien und Herzegowina |                              |                                    | Indonesien                   |                              |
| Georgien                |                              |                                    |                              |                              |
| Rumänien                |                              |                                    |                              |                              |
| Israel                  |                              |                                    |                              |                              |